# Lacasori
Lacasori ist eine osttimoresische Aldeia im Suco Lahae (Verwaltungsamt Aileu, Gemeinde Aileu). 2015 zählte man in der Aldeia nur acht Einwohner, allerdings änderten sich danach die Grenzen der Aldeia.

## Geographie
Lacasori liegt im Südwesten des Sucos Lahae. Östlich befindet sich die Aldeia Eralolo und nördlich die Aldeia Lahae. Die Nordgrenze bildet der Daisoli, ein Nebenfluss des Nördlichen Lacló. Im Westen grenzt Lacasori an den Suco Fatubossa und im Südosten an die Gemeinde Ainaro mit ihrem Suco Maubisse (Verwaltungsamt Maubisse). Südlich des Flusses Daisoli durchquert die Überlandstraße von Aileu nach Maubisse Lacasori. An ihr liegen im Westen der Ort Fatubossa, dessen Zentrum mit Grundschule und Klinik sich im Suco Fatubossa befindet und im Osten der Ort Tuan, der sich zur Hälfte in der Aldeia Eralolo befindet. Nach Süden hin steigt das Land auf eine Meereshöhe von über 1500 m.

## Politik
2023 wurde Muises Alves zum Chefe de Aldeia gewählt.